# Vallási felekezet
A felekezet egy valláson belüli alcsoport, amely tanításban, szervezetben vagy gyakorlatban különbözik a többi alcsoporttól.
A népességstatisztikában a felekezet általában egy vallási közösséghez való tartozást jelenti. A vallásszociológiában a felekezet a szekta és az egyház között foglal el helyet a tipológiai kontinuumban.
A világ legnagyobb vallási felekezete a szunnita iszlám.

## Etimológia
Az elavult felekezik (‘társul, szövetkezik’) ige származéka, és a „fél” főnévre vezethető vissza, annak ‘társ’ jelentésére.
Fél →  fele (főnév) + -kez(ik) (igeképző) + -et (főnévképző).

## Kereszténység
A kereszténységen belül a felekezet egy általános kifejezés egy különálló vallási szervezetre, amelyet olyan tulajdonságok azonosítanak, mint a név, a közös vezetés és tan. Az egyes felezetek azonban más kifejezéseket is használhatnak önmagukra, mint például egyház vagy közösség. Az egyik és a másik csoport közötti különbséget főleg a doktrína és a gyakorlatok határozzák meg; például az olyan kérdések, mint a bibliai értelmezés, Jézus természete, az apostoli utódlás tekintélye, az eszkatológia. 
Nincs konszenzus a kereszténység hitvallásokra való felosztásáról és a felekezetek számáról. A felekezet olyan közösség vagy pedig egyházak és közösségek csoportja, amely tanításaiban különbözik a többi felekezettől. 
Egyes körökben elterjedt az a vélemény, hogy a kereszténység három nagy felekezetre oszlik: katolicizmusra, protestantizmusra és ortodox vallásra. A felekezet kifejezést – különösen az Egyesült Államokban – a kereszténység jelentősebb irányzatainak megjelölésére is használják: katolicizmus, presbiterianizmus, metodizmus stb. Megint mások a kereszténység ágainak nevezik ezeket a felekezeti csoportokat, amelyek gyakran hasonló hiedelmekkel, gyakorlatokkal és történelmi kötődésekkel rendelkeznek.
Meg kell különböztetni a vallási mozgalmakat a felekezetektől, mint például a pietizmus, a pünkösdi mozgalom, a karizmatikus mozgalom vagy az evangéliumi mozgalom.

### A vallásszociológiában

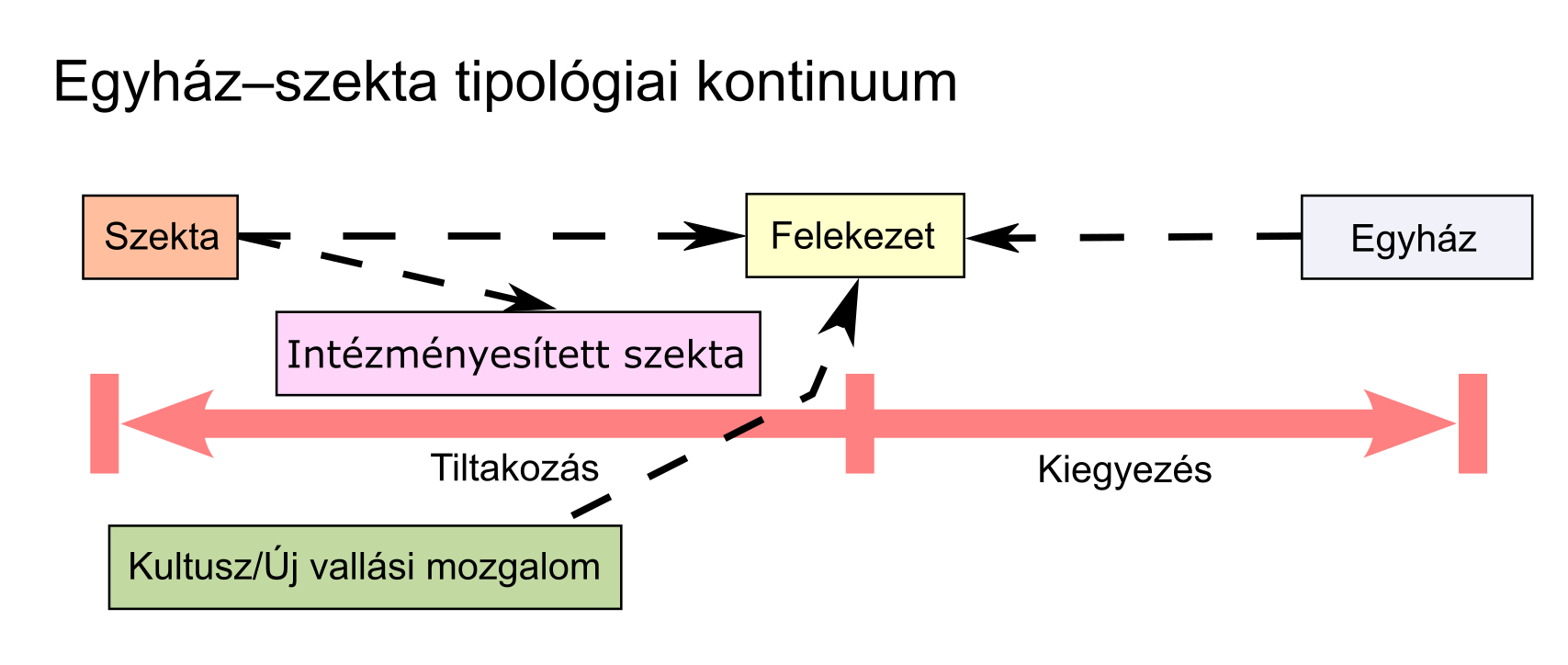
Az egyház–felekezet–szekta tipológiai kontinuum ábrája: az egyház, felekezet, szekta, kultusz, új vallási mozgalom és intézményesült szekta egymáshoz való viszonya

A vallásszociológiában a felekezet az egyház és a szekta között helyezkedik el a tipológiai kontinuumon. A felekezetek akkor jönnek létre, amikor az egyházak elveszítik egy társadalomban a vallási monopóliumukat. Akár az egyházak, akár a szekták válnak felekezetekké, a jellemzőikben változások következnek be. A vallásszociológus Johnstone a felekezetek következő nyolc jellemzőjét adta meg: 
1. Hasonlóan az egyházakhoz, de a szektáktól eltérően viszonylag jó viszonyban van az állammal és a világi hatalmakkal, és időnként megkísérelhetik befolyásolni a kormányt.
2. Toleráns és általában baráti kapcsolatokat tartanak fenn más felekezetekkel (a vallási pluralizmus kontextusában).
3. Elsősorban a beleszületett emberek alkotják a hívőket, de a betérőket is elfogadják; és néhányan aktívan evangelizálnak.
4. Elfogadják a tan és a gyakorlat legalább szerény megváltoztatásának elvét, és eltűrnek némi teológiai sokféleséget és vitát.
5. Meglehetősen rutinszerű szertartást és istentiszteletet követnek.
6. Hivatásos papokat vagy lelkészeket képeznek és alkalmaznak, akiknek meg kell felelniük a hivatás követelményeinek.
7. Kevésbé széles körű részvételt kérnek és fogadnak el a tagoktól, mint a szekták, de nagyobbat, mint az egyházak.
8. Gyakran a társadalom közép- és felső osztályaiból épülnek fel.

## Hinduizmus
A hinduizmusban a fő istenség vagy filozófiai meggyőződés alapján azonosítanak felekezeteket, amelyek eltérő kulturális és vallási gyakorlatokkal is rendelkeznek. 
A fő felekezetek közé tartozik a saivizmus, a saktizmus, a vaisnavizmus és a szmartizmus.

## Iszlám
Az iszlámon belül a felekezet utalhat az ágakra (mint pl. szunnita, síita),  valamint azok különböző alosztályaira, például al-szektákra,  jogtudományi iskolákra,  teológiai iskolákra,  és vallási mozgalmakra.  
Történelmileg az iszlám három nagy felekezetre vagy másképp szektára oszlott, amelyek a szunnita, háridzsita és a síita. Napjainkban a muszlimok túlnyomó többségét a a szunniták teszik ki, míg számban tőlük jóval elmaradva a második legnagyobb csoportot a síiták adják.
A Pew Research Center felmérése szerint a világszerte élő muszlimok 25%-a nem felekezethez tartozónak vallja magát.

## Judaizmus
A felekezet kifejezést a judaizmus öt fő ágának leírására is használják: karaita, ortodox, konzervatív, reform és rekonstrukciós.
A zsidó vallási mozgalmak, amelyeket néha "felekezeteknek" vagy "ágaknak" neveznek, különböző csoportokat foglalnak magukban, amelyek a zsidók között az ókortól kezdve alakultak ki. Ma a fő megosztottság az ortodox, a reform és a konzervatív irányzat között van, mellettük több kisebb mozgalom is működik. Ez a háromféle felekezeti struktúra főként az Egyesült Államokban van jelen, míg Izraelben a törésvonalak a vallásos ortodoxok és a nem vallásosak között húzódnak.
A nem ortodox mozgalmakat néha együttesen „liberális felekezeteknek” vagy „progresszív irányzatoknak” is nevezik.